# Harmeleni vonatkatasztrófa
A harmeleni vonatkatasztrófa 1962. január 8-án történt Harmelen városánál, Hollandia középső részén egy vasúti kereszteződésnél, ahonnan a vasútvonalak Amszterdam, Rotterdam és Utrecht felé ágaznak el. A balesetben 93 ember veszítette életét. Ez volt Hollandia legsúlyosabb vasúti tragédiája, az 1918-as weespi vonatkatasztrófánál is súlyosabb volt, mely a balesetet megelőzően volt a legsúlyosabb vasúti baleset.

## A baleset
1962. január 8-án, hétfőn, röviddel reggel 9:20 előtt a reggeli ködben egy Rotterdam felől Amszterdamba közlekedő vonat közlekedett a vasútvonalon, ahol a jelzőberendezések biztosították szabad áthaladását. A vonat mintegy 75 km/óra sebességgel haladt a pályán. Ezzel egy időben az 1131-es számozású gyorsvonat haladt Utrechtből Rotterdam felé mintegy 100 km/órás sebességgel. Lehetséges, hogy az Utrecht felől érkező vonat mozdonyvezetője a ködös időben nem vette észre a vasúti jelzőlámpa sárga jelzését, és ezért csak későn alkalmazta a vészfékezést, amikor már meglátta a vörös jelzést, hogy elkerülje a két vonat frontális ütközését. Az amszterdami vonat hat kocsija, valamint a gyorsvonat három kocsija összeroncsolódott az ütközés következtében. A balesetben 93 ember vesztette életét, köztük mindkét mozdonyvezető is, a feltehetően 500 utas közül. 
A baleset sarkallta a holland vasúttársaságot arra, hogy a vonatokra vasúti biztonsági berendezést telepítsenek, amely veszély esetén megállítja a szerelvényt, akár a mozdonyvezetőt is felülírva. A balesetben érintett vasúti csomópontot később több szintű kereszteződéssé építették át.

## Emlékezés az áldozatokra

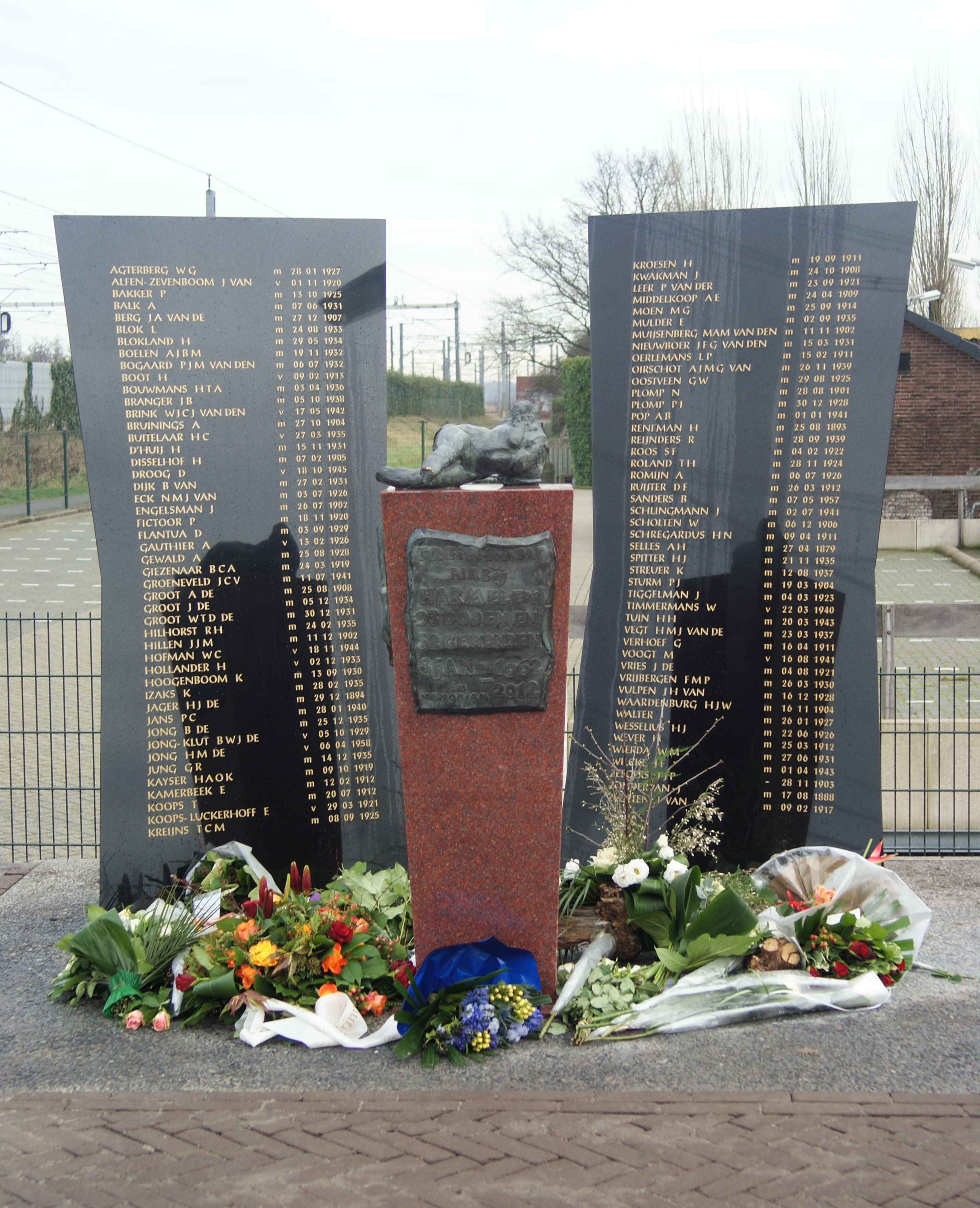
A harmeleni vonatkatasztrófa áldozatainak emlékműve

2012. január 8-án Pieter van Vollenhoven leplezte le a baleset helyszínén emelt emlékművet, melyet pontosan a tragédia után ötven évvel állítottak. Az emlékművet Taeke de Jong tervezte. A követ Maurice van Dam szobrász faragta. Az emlékmű két egymás felől távolodó kőtömbjén vannak feltüntetve az áldozatok nevei. Az emlékmű a baleset helyszínéhez közel került felállításra. Az emlékmű közepén egy vörös színű kőtömb emlékeztet az áldozatokra, melyet a két fekete márványtábla közé helyeztek el. Az emlékművön három áldozat nevét pontatlanul tüntették fel, mert a korabeli kézzel írott rendőrségi akták nehezen olvashatóak.

## Fordítás
Ez a szócikk részben vagy egészben  a   Harmelen train disaster című angol Wikipédia-szócikk ezen változatának fordításán alapul.  Az eredeti cikk szerkesztőit annak laptörténete sorolja fel. Ez a jelzés csupán a megfogalmazás eredetét és a szerzői jogokat jelzi, nem szolgál a cikkben szereplő információk forrásmegjelöléseként.